# John Palmer (4e comte de Selborne)
Pour les articles homonymes, voir John Palmer et Palmer.
John Roundell Palmer, 4e comte de Selborne, (24 mars 1940 - 12 février 2021), est un pair britannique, un expert écologique et un homme d'affaires. Il est l'un des pairs héréditaires élus pour rester à la Chambre des lords après l'adoption de la House of Lords Act 1999, siégeant en tant que conservateur. Il passe non affilié en septembre 2019.

## Jeunesse
Le fils du capitaine William Palmer, vicomte Wolmer, fils de Roundell Palmer (3e comte de Selborne), et de Grace Ridley, Lord Selborne succède à son grand-père en 1971, son propre père étant mort en 1942 au cours d'un exercice d'entraînement alors qu'il servait avec le Hampshire Regiment. Il fait ses études à la St. Ronan's School, à Hawkhurst, et au Collège d'Eton et à Christ Church, à Oxford, où il obtient un baccalauréat ès arts en 1961, avant de terminer une maîtrise ès arts.

## Carrière
Lord Selborne est trésorier de l'école King Edward, Witley entre 1972 et 1983 et membre du Conseil de développement de la pomme et de la poire entre 1969 et 1973. Il est président du Houblon Marketing Board de 1978 à 1982, du Conseil de recherches agricoles et alimentaires (CRFA) de 1982 à 1989 et du Joint Nature Conservation Committee (JNCC) de 1991 à 1997. Il est également membre du groupe du secteur alimentaire NEDC en 1991-1992 et membre de la Commission royale sur la pollution de l' environnement de 1993 à 1998. De 1994 à 1995, il est directeur de la Lloyds Bank et son successeur Lloyds TSB Group entre 1995 et 2004.
Selborne est président de la Société royale d'agriculture de l'Angleterre en 1987-1988, de l'Institut royal de la santé publique et de l'Hygiène de 1991 à 1997 et de la Royal Geographical Society de 1997 à 2000. De 1996 à 2006, il est chancelier de l'Université de Southampton et entre 2003 et 2009, président des fiduciaires des Jardins botaniques royaux de Kew. En 1989, il est Maître de guilde de la Worshipful Company of Mercers. En 1991, il est membre de la Royal Society. Il est également membre de la Linnean Society, vice-patron de la Royal Entomological Society et patron de l'Institut d'écologie et de gestion de l'environnement.
Selborne est nommé Chevalier Commandeur de l'Ordre de l'Empire britannique (KBE) en 1987 et Chevalier Grand-Croix de l'Ordre de l'Empire britannique (GBE) lors du Nouvel An 2011 pour ses services à la science.

## Famille
Depuis 1969, il est marié à Joanna van Antwerp James (comtesse de Selborne, Lady Selborne). Le couple a quatre enfants.